# ムツヘタ
ムツヘタ（グルジア語: მცხეთა, Mtskheta）はジョージア（グルジア）、ムツヘタ＝ムティアネティ州の古都。首都トビリシから北西に20km。人口は7,940人（2014年）。クラ川とアラグヴィ川の合流地点の近くに町が広がる。ムツケタと表記される場合がある。

## 歴史
紀元前6世紀に成立した西部グルジアのコルキス王国東側の内陸部は、同じころアカイメネス朝ペルシアの一部であったが、紀元前4世紀から紀元前3世紀にかけて、ムツヘタを首都とするイベリア王国（カルトリ王国）が成立した。伝説によれば、最初のイベリア王はマケドニア王国のアレクサンドロス3世に対抗したとされるパルナヴァズ1世である。その領域は今日の中部グルジアのカルトリ（カルタリニア）、東部グルジアのカヘティ、西南グルジアのサムツヘとその周辺であり、ここは、ギリシャ文明の影響が直接及ばない地域であった。住民は、西方のアナトリア・コルキス方面から流入してきた人びとと土着民との融合によって生じた人びとであった。ムツヘタはクラ川・アラグヴィ川の合流点近くに立地し、現在は町全体が世界文化遺産に登録されている。中世に著述された『グルジア年代記』によれば、この頃にグルジア文字（カルトリ文字）が考案されたとしており、この文字はアラム文字の強い影響下に成立したと考えられ、ヘブライ文字やアラビア文字などと同系である。なお、「ムツヘタ」の地名はこの地をひらいた首長ムツヘトスに由来するといわれている。
ムツヘタは、5世紀の王ヴァフタング1世（ワフタング・ゴルガサリ）がトビリシに遷都するまで、イベリア王国（紀元前3世紀-紀元後6世紀）の首都であった。

## 観光
町を見下ろす山上に位置するジワリ修道院（6世紀）と、町の中心に位置するスヴェティツホヴェリ教会（11世紀）が有名。サムタヴロ尼僧修道院(10世紀)には、336年にキリスト教を国教化した王ミリアンとその妻ナナの墓、聖ニノの十字架、博物館がある。
ムツヘタのいくつかの宗教建造物は「ムツヘタの歴史的建造物群」の名で、ユネスコの世界遺産に登録されている。付近には、アルマジ砦（紀元前3世紀）など、多くの遺跡が分布している。

## 姉妹都市
- アルゴス (ギリシャ)、ギリシャ